# بيير كليمنس
بيير كليمنس (بالفرنسية: Pierre Clemens)‏ ولد بتاريخ 2 أغسطس 1913، وتوفي في 26 أغسطس 1963، كان دراج في صنف سباق الدراجات على الطريق.

## روابط خارجية
- بيير كليمنس على موقع أرشيف الدراجات (الإنجليزية)
- بيير كليمنس على موقع إحصائيات الدراجات الإحترافية (الإنجليزية)
- بيير كليمنس على موقع CycleBase (الإنجليزية)